# 小行星7672
小行星7672（英語：7672 Hawking）是一颗围绕太阳公转的小行星。1995年10月24日，克列特在克列特发现了此天体。
这颗小行星的绝对星等为27.65509816281169等。